# Église Saint-Martin de Saint-Martin-sur-Ouanne
L'église de Saint-Martin-sur-Ouanne est située sur la commune de Saint-Martin-sur-Ouanne dans le département de l'Yonne, en France.

## Historique
L'édifice est inscrit au titre des monuments historiques en 1929.